# Спектиноміцин
Спектиноміцин (Trobicin) — природний антибіотик з групи аміноциклітолів, структурно близький до аміноглікозидів, для парентерального застосування. Вироблення препарату передбачає використання продуктів життєдіяльності Streptomyces spectabilis. Антибактеріальна активність спектиноміцину вперше відкрита в 1961 році.

## Фармакологічні властивості
Спектиномицин — природний антибіотик з групи аміноглікозидів, підгрупи аміноциклітолів, з вузьким спектром дії. Препарат має бактеріостатичну дію, що зумовлена порушенням синтезу білка в бактеріальних клітинах. У високих концентраціях спектиноміцин має бактерицидну дію. До препарату чутливі Neisseria gonorrhoeae, а також Ureaplasma urealiticum та частина ентеробактерій. Найбільше клінічне значення має активність препарату до Neisseria gonorrhoeae, у тому числі до пеніцилінорезистентних штамів. Протягом більш як двадцятирічного використання спектиноміцину не збільшується кількість резистентних до препарату штамів гонококу. До спектиноміцину нечутливі бліда спірохета та хламідії.

### Фармакокінетика
Спектиноміцин швидко всмоктується після внутрішньом'язового введення, біодоступність антибіотику становить 100 %. Максимальна концентрація в крові досягається протягом 1-2 годин. Препарат не зв'язується з білками крові. Немає даних за проникнення препарату через гематоенцефалічний бар'єр, а також за проникнення спектиноміцину через плацентарний бар'єр. Немає даних за виділення спектіномицину в грудне молоко. Препарат не метаболізується, виділяється з організму з сечею в незміненому вигляді. Період напіввиведення спектиноміцину становить 1-3 години, при нирковій недостатності цей час може збільшуватись до 10-30 годин.

## Показання до застосування
Спектиноміцин застосовується при гострому гонорейному уретриті, проктиті, цервіциті як у чоловіків, так і у жінок, при підвищеній чутливості або неефективності β-лактамних антибіотиків; для профілактичного лікування статевих партнерів осіб, хворих гонореєю. Препарат не застосовується при гонорейному фарингіті у зв'язку з тим, що спектиноміцин не створює достатню концентрацію в слині.

## Побічна дія
При застосуванні спектиноміцину можливі наступні побічні ефекти:
- Алергічні реакції — рідко спостерігаються кропив'янка, свербіж шкіри, підвищення температури тіла, анафілактичний шок.
- З боку травної системи — при курсовому застосуванні можуть спостерігатися нудота, блювання, псевдомембранозний коліт.
- З боку нервової системи — при курсовому застосуванні можуть спостерігатися запаморочення, безсоння.
- З боку сечовидільної системи — при курсовому застосуванні зрідка можуть спостерігатися олігурія, зниження кліренсу креатиніну.
- Зміни в лабораторних аналізах — при курсовому застосуванні можуть спостерігатися анемія, зниження гематокриту, збільшення активності амінотрансфераз та лужної фосфатази в крові, підвищення рівня сечовини та креатиніну в крові.
- Місцеві реакції — нечасто спостерігається болючість у місці введення.

## Протипокази
Спектиноміцин протипоказаний при підвищеній чутливості до препарату та дітям до 1 року. З обережністю застосовують при вагітності та годуванні грудьми.

## Форми випуску
Спектиноміцин випускається у вигляді порошку в флаконах для ін'єкцій по 2,0 г.

## Застосування у ветеринарії
Спектиноміцин застосовується у ветеринарії для лікування інфекцій травної системи у телят, поросят та домашньої птиці та випускається у розфасованих поліетиленових пакетах по 200 г сухої речовини для перорального застосування. Для ветеринарного застосування спектиноміцин випускають у вигляді комбінованого препарату із лінкоміцином для лікування різноманітних захворювань у телят, овець, свиней, собак, котів та свійської птиці. Для ветеринарного застосування комбінований препарат спектиноміцину та лінкоміцину випускається у флаконах для ін'єкцій по 50, 100 та 250 мл.